# Kupa e Shqipërisë 2018-2019
La Kupa e Shqipërisë 2018-2019 è stata la 67ª edizione della coppa nazionale albanese. Il torneo è cominciato il 2 settembre 2018 e si è concluso il 2 giugno 2019. Lo Skënderbeu era la squadra campione in carica. Il Kukësi ha conquistato il trofeo per la seconda volta nella sua storia.

## Formula
La competizione si svolge in turni ad eliminazione diretta con partite di andata e ritorno, tranne il turno preliminare che si gioca in partita unica. La squadra vincitrice si qualifica alla UEFA Europa League 2019-2020.

## Turno preliminare
| 2 settembre 2018 |       |          |
| Elbasani         | 0 – 1 | Oriku    |
| Veleçiku         | 3 – 0 | FC Klosi |

## Primo turno
| Squadra 1                             | Totale | Squadra 2         | Andata | Ritorno |
| ------------------------------------- | ------ | ----------------- | ------ | ------- |
| 12 settembre 2018 / 25 settembre 2018 |        |                   |        |         |
| Tërbuni Pukë                          | 0 - 5  | Partizani Tirana  | 0 - 1  | 0 - 4   |
| Iliria                                | 1 - 8  | Tirana            | 1 - 4  | 0 - 4   |
| 12 settembre 2018 / 26 settembre 2018 |        |                   |        |         |
| Tomori                                | 3 - 5  | Bylis Ballsh      | 2 - 1  | 1 - 4   |
| Besa Kavajë                           | 2 - 4  | Kamza             | 0 - 2  | 2 - 2   |
| Besëlidhja                            | 5 - 1  | Erzeni            | 2 - 0  | 3 - 1   |
| Burreli                               | 1 - 2  | Vllaznia          | 1 - 1  | 0 - 1   |
| Turbina Cërrik                        | 2 - 7  | Teuta             | 0 - 3  | 2 - 4   |
| Dinamo Tirana                         | 0 - 1  | Egnatia           | 0 - 1  | 0 - 0   |
| Shënkolli                             | 3 - 4  | Lushnja           | 1 - 2  | 2 - 2   |
| Veleçiku                              | 0 - 7  | Skënderbeu        | 0 - 3  | 0 - 4   |
| Korabi                                | 1 - 2  | Kastrioti         | 1 - 1  | 0 - 1   |
| Naftetari Kucove                      | 0 - 14 | Laçi              | 0 - 5  | 0 - 9   |
| Oriku                                 | 2 - 6  | Kukësi            | 1 - 2  | 1 - 4   |
| Pogradeci                             | 2 - 4  | Apolonia Fier     | 0 - 1  | 2 - 3   |
| Shkumbini                             | 0 - 2  | Flamurtari Valona | 0 - 1  | 0 - 1   |
| Vora                                  | 0 - 5  | Luftëtari         | 0 - 4  | 0 - 1   |

## Secondo turno
| Squadra 1                         | Totale      | Squadra 2         | Andata | Ritorno |
| --------------------------------- | ----------- | ----------------- | ------ | ------- |
| 22 gennaio 2019 / 6 febbraio 2019 |             |                   |        |         |
| Besëlidhja                        | 1 - 5       | Skënderbeu        | 1 - 2  | 0 - 3   |
| Kastrioti                         | 2 - 7       | Partizani Tirana  | 2 - 4  | 0 - 3   |
| 23 gennaio 2019 / 6 febbraio 2019 |             |                   |        |         |
| Apolonia Fier                     | 2 - 3       | Kukësi            | 2 - 1  | 0 - 2   |
| Bylis Ballsh                      | 2 - 3       | Laçi              | 2 - 0  | 0 - 3   |
| Egnatia                           | 0 - 3       | Luftëtari         | 0 - 3  | 0 - 0   |
| Lushnja                           | 1 - 7       | Teuta             | 1 - 3  | 0 - 4   |
| Vllaznia                          | 2 - 2 (gfc) | Kamza             | 2 - 1  | 0 - 1   |
| 24 gennaio 2019 / 6 febbraio 2019 |             |                   |        |         |
| Tirana                            | 2 - 1       | Flamurtari Valona | 2 - 0  | 0 - 1   |

## Quarti di finale
| Squadra 1                     | Totale | Squadra 2  | Andata | Ritorno |
| ----------------------------- | ------ | ---------- | ------ | ------- |
| 12 marzo 2019 / 3 aprile 2019 |        |            |        |         |
| Partizani Tirana              | 1 – 3  | Luftëtari  | 1 – 2  | 0 – 1   |
| Teuta                         | 2 – 3  | Kukësi     | 2 – 2  | 0 – 1   |
| 13 marzo 2019 / 3 aprile 2019 |        |            |        |         |
| Tirana                        | 3 – 2  | Laçi       | 3 – 0  | 0 – 2   |
| 13 marzo 2019                 |        |            |        |         |
| Kamza                         | 0 – 3  | Skënderbeu | 0 – 3  | Canc .  |

## Semifinali
| Squadra 1                      | Totale | Squadra 2  | Andata | Ritorno |
| ------------------------------ | ------ | ---------- | ------ | ------- |
| 24 aprile 2019 / 8 maggio 2019 |        |            |        |         |
| Kukësi                         | 5 – 2  | Skënderbeu | 2 – 1  | 3 – 1   |
| Luftëtari                      | 3 – 5  | Tirana     | 0 – 0  | 3 – 5   |

## Finale
| Arbitro: | Enea Jorgji |

|                           |           |          |
| Shkurtaj 4’ Reginaldo 78’ | Marcatori | 66’ Ngoo |